# سایک-جی‌ام
سایک-جی‌ام (به انگلیسی: SAIC-GM) شرکت خودروسازی چینی است، که در سال ۱۹۹۷ از مشارکت شرکت‌های سایک موتور و جنرال موتورز تأسیس شد.